# Lieler
Lieler (luxembourgeois: Léiler) est une section de la commune luxembourgeoise de Clervaux située dans le canton de Clervaux.

## Histoire
Lieler était une section de la commune de Heinerscheid jusqu’à la fusion officielle de cette dernière avec Clervaux le 1er janvier 2012.